# Irina Medvedeva
Irina Jur'evna Medvedeva (in russo Ирина Юрьевна Медведева?; Aşgabat, 14 gennaio 1976) è un'ex cestista russa naturalizzata belga.
Alta 186 cm, giocava come ala.

## Carriera
Nel 2007 è stata convocata per gli Europei in Italia con la maglia del Belgio.